# Spaghetti cinesi
Gli spaghetti cinesi sono un ingrediente essenziale della cucina cinese. Un gran numero di tipi di pasta viene utilizzato; mian sono le paste di grano (麵 o semplificato 面, o miàn in pinyin) mentre fen (粉) sono quelle di riso.

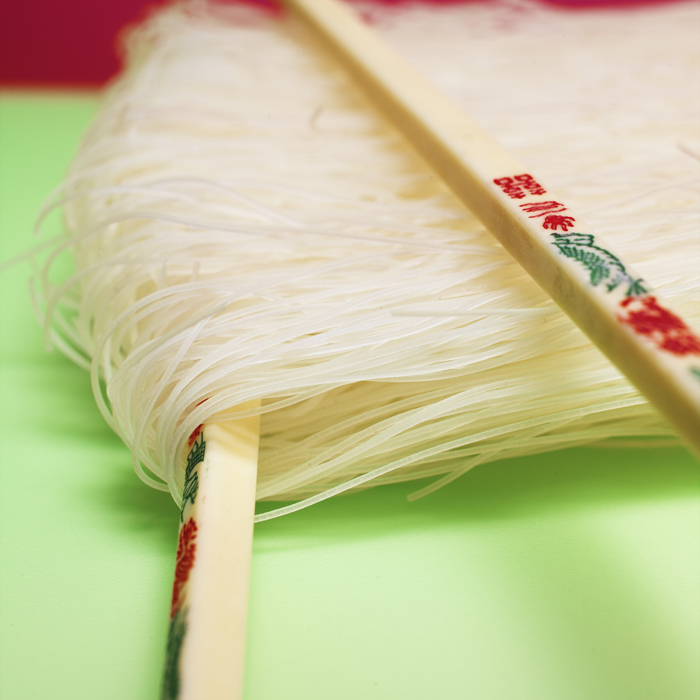
Mǐfěn

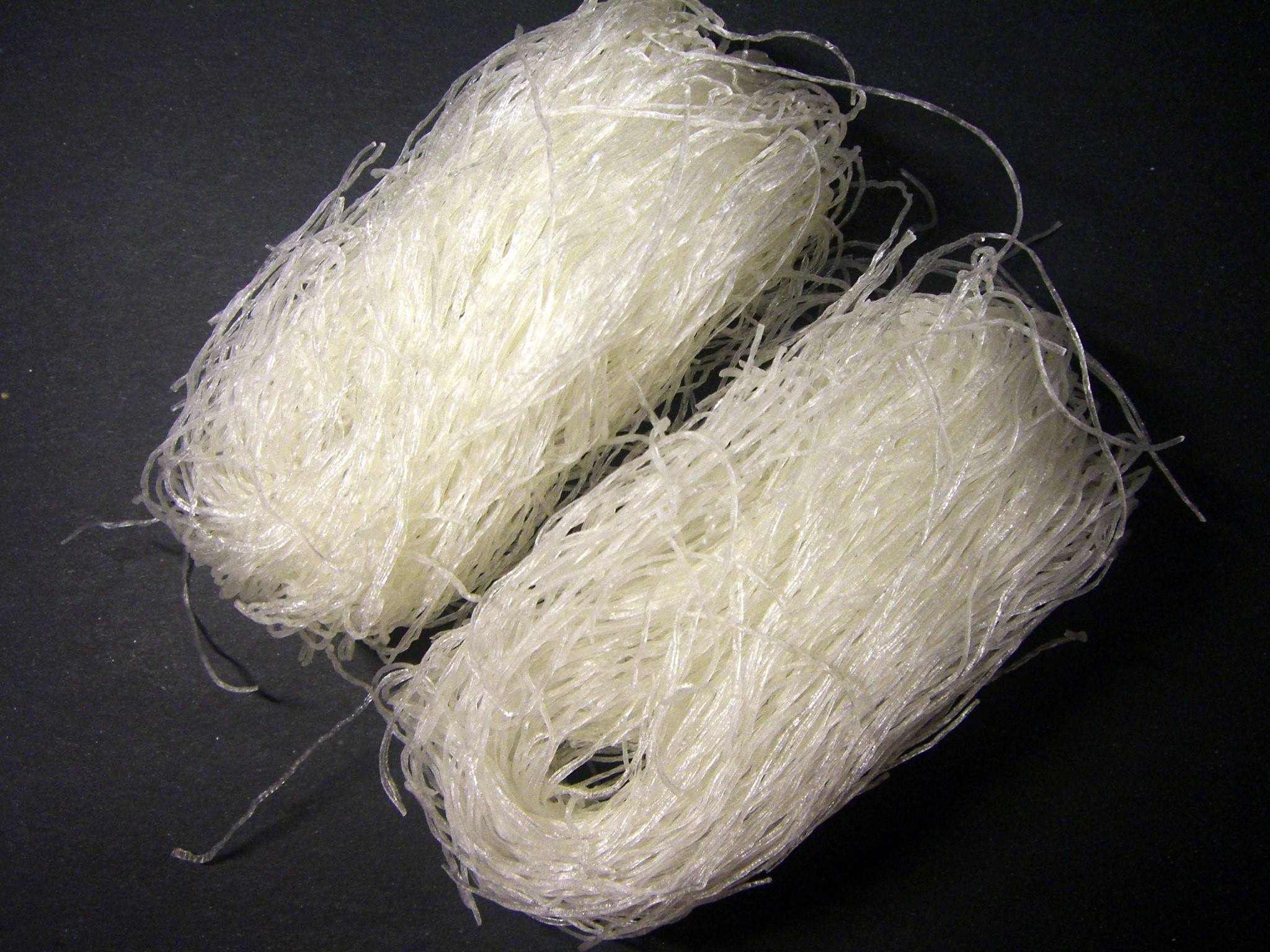
Dong fen

## Storia
Prima che la dinastia Song (960-1279) incentivasse la coltivazione del frumento, le paste erano prodotte con farine di leguminose o di altri cereali, oppure fecole ricavate da radici o bulbi vari. Il termine mian fu introdotto per indicare prima la farina di frumento e poi anche la pasta da esso derivata. Il grano sarà quasi esclusivamente tenero, lasciando il duro alle coltivazioni di paesi più caldi, e resteranno in uso le farine già nominate consentendo un'ampia scelta di prodotti.
Al contrario dell'Italia, che conobbe una rapida industrializzazione, la produzione è rimasta prevalentemente familiare o artigianale: in maniera simile a quella della pizza tonda avviene sotto gli occhi del cliente con esibizione di estrema abilità. Nel caso degli spaghetti ad esempio, l'impasto viene tirato e ripiegato numerose volte senza mai tagliare, fin quando non diventi sottilissimo e lunghissimo.
I noodles possono essere anche all'uovo ed essiccati. Altre forme sono tipo fettuccine o ravioli i quali, come in Italia, hanno ripieni in linea con le tradizioni regionali, ma sono cotti a vapore.
Esistono dei ristoranti di quartiere specializzati in paste fresche fatte a mano senza tagliare chiamate lā miàn cioè «paste tirate». I ristoranti di lā miàn sono tenuti spesso da hui, cinesi musulmani originari dell'Ovest della Cina.
È molto difficile stabilire la nomenclatura delle forme cinesi a causa del grande numero loro e delle diverse lingue cinesi. Ogni forma può essere scritta in cinese in Cina (pinyin) e a Taiwan (caratteri tradizionali) ma a Hong Kong e nel Guangdong avrà la pronuncia cantonese, mentre in Malaysia, a Singapore e oltremare si usa la hokkien.
| Immagine                  | Caratteri | Pinyin    | Cantonese | Hokkien   | Descrizione                                                                                     | Corrispondente occidentale   |
| ------------------------- | --------- | --------- | --------- | --------- | ----------------------------------------------------------------------------------------------- | ---------------------------- |
|                           | 面/麺/麵  | miàn      | min       | mee       | (termine generale) a sezione tonda o piatta, anche all'uovo                                     | spaghettini o lasagne        |
| Wanton e noodles all'uovo |           |           |           | Mee kiah  | formati sottili all'uovo                                                                        | spaghettini                  |
|                           | 面薄      | miàn báo  |           | Mee pok   | formati piatti all'uovo                                                                         | tagliatelle                  |
|                           | 拉麺      | lā miàn   | lai mien  | lo mein   | noodles tirati a mano; Ramen giapponesi                                                         |                              |
|                           | 米粉      | mǐfěn     | mai fun   | bee hoon  | spaghetti di riso sottili                                                                       | spaghettini di riso          |
|                           | 叻沙      | lè shā    |           | Laksa     | spaghetti di riso Peranakan                                                                     | spaghetti di riso            |
|                           | 果条      | gǔotiáo   |           | kway teow | paste di riso piatte e larghe                                                                   | fettuccine di riso           |
|                           | 河粉      | héfěn     | ho fun    | hor fun   | paste di riso piatte, molto larghe                                                              | pappardelle di riso          |
|                           | 冬粉      | dong fen  |           | dang hun  | spaghettini di amido di Vigna radiata; trasparenti quando cotti con cottura estremamente rapida | spaghettini di fagiolo mungo |
|                           | 麵線      | Mian Xian |           | Misua     | spaghettini molto sottili                                                                       | spaghettini                  |
|                           | 伊面      | yī miàn   |           | Ee Mee    | paste salate a sezione tonda (1 mm di diametro); cottura delicata poiché molto collose          |                              |